# Dolni Vadin, Vrața
Dolni Vadin (în bulgară Долни Вадин) este un sat în comuna Oreahovo, regiunea Vrața,  Bulgaria. Satul a fost locuit de români.

## Demografie
Componența etnică a satului Dolni Vadin
     Bulgari (97,88%)
     Nicio identificare (2,11%)
     Altele (0%)
La recensământul din 2011, populația satului Dolni Vadin era de 236 locuitori. Din punct de vedere etnic, majoritatea locuitorilor (97,88%) erau bulgari. Pentru 2,11% din locuitori nu este cunoscută apartenența etnică.